# Gare de Leeuwarden-Camminghaburen
La gare de Leeuwarden-Camminghaburen (en néerlandais station Leeuwarden Camminghaburen) est une gare néerlandaise située à Leeuwarden, dans la province de la Frise.

## Situation ferroviaire
La gare est située sur la ligne Harlingen-Nieuweschans, traversant d'ouest en est les provinces néerlandaises de Frise et Groningue.

## Histoire
Les trains s'y arrêtent depuis le 2 juin 1991, pour desservir le nouveau quartier de Camminghaburen.

## Desserte
Les trains s'arrêtant à la gare de Leeuwarden Camminghaburen font partie du service assuré par Arriva reliant Leeuwarden à Groningue.